# Typhonium blumei
Typhonium blumei là một loài thực vật có hoa trong họ Ráy (Araceae). Loài này được Nicolson & Sivad. miêu tả khoa học đầu tiên năm 1981.